# 1er régiment de chasseurs d'Afrique
Pour les articles homonymes, voir 1er régiment.
Le 1er régiment de chasseurs d'Afrique (1er RCA) est un régiment de cavalerie de l'Armée de terre française actuellement basé au camp de Canjuers où il contribue à la formation de l'Arme blindée et cavalerie.
Formé au sein de l'Armée d'Afrique en 1832, le régiment stationne en Algérie puis au Maroc. Il participe également aux différentes guerres et expéditions coloniales du Second Empire puis de la Troisième République. Le 1er RCA se distingue ensuite lors de la Première et de Seconde Guerre mondiale.
Dissous après la fin de la guerre d'Algérie, le régiment est recréé en 1998 à Canjuers.

## Création et différentes dénominations
- 1er mars 1832 : création du 1er régiment de chasseurs d'Afrique à Alger
- août 1914 : le régiment est séparé en deux : deux escadrons forment en France le régiment de marche de chasseurs d'Afrique et les deux autres restent en Afrique
- octobre 1914 : le régiment de marche de chasseurs d'Afrique devient le 1er régiment de marche de chasseurs d'Afrique
- 15 février 1915 : les deux escadrons africains rejoignent la France et le 1er régiment de chasseurs d'Afrique est reconstitué
- 31 août 1919 : dissolution du 1er régiment de chasseurs d'Afrique en Hongrie
- fin 1919 : nouvelle création du 1er régiment de chasseurs d'Afrique au Maroc
- 1er février 1964 : dissolution du 1er régiment de chasseurs d'Afrique à Besançon
- 1er janvier 1998 : nouvelle création du 1er régiment de chasseurs d'Afrique à Canjuers

## Chefs de corps

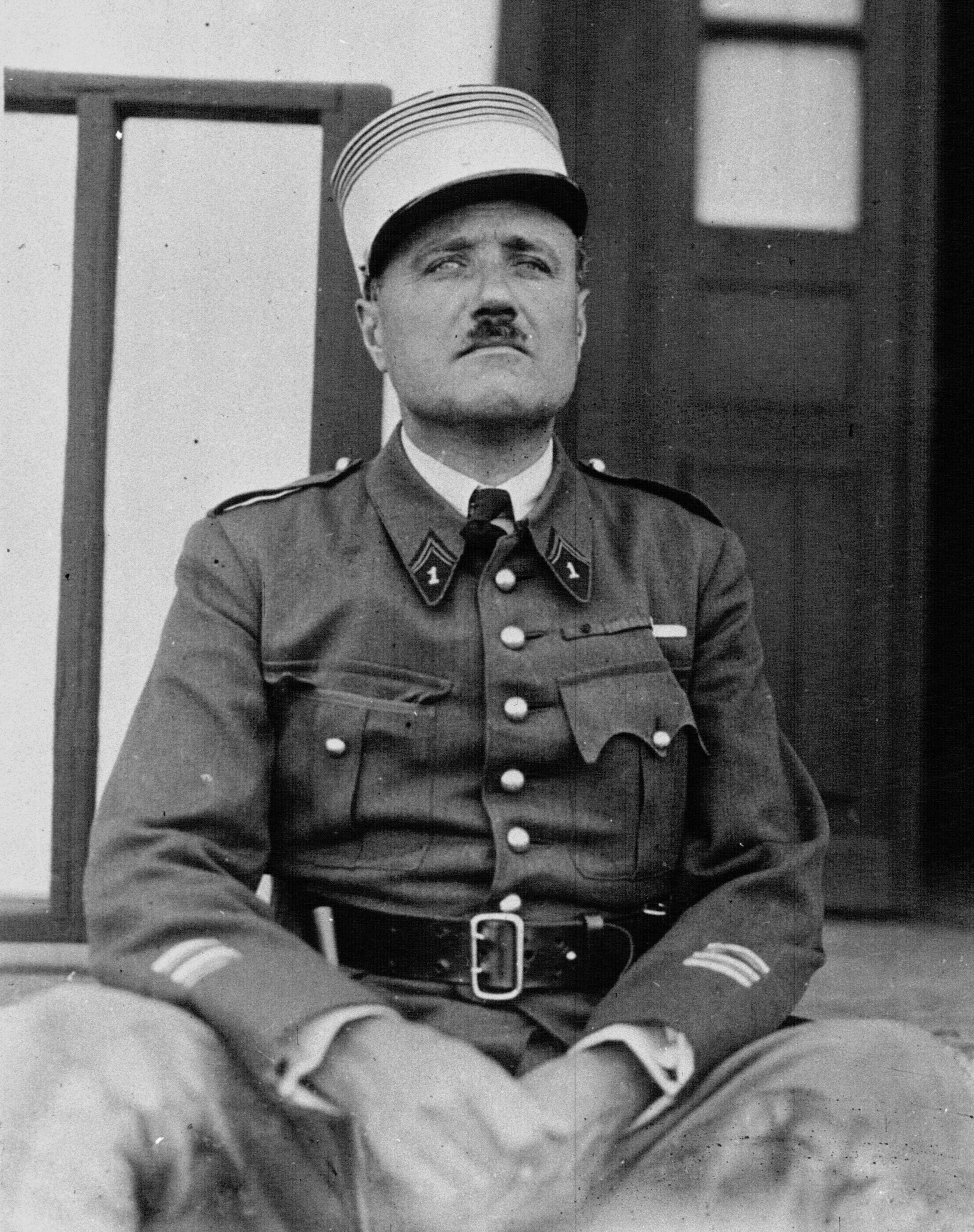
Lieutenant-colonel Gastey, 1932.

- 1832 - 1838 : colonel de Schauenbourg
- 1838 - 1839 : colonel Thierion
- 1839 - 1840 : colonel Le Pays de Bourjolly
- 1840 - 1843 : colonel Korte
- 1843 - 1845 : colonel Nayral Martin de Bourgon
- 1845 - 1851 : colonel de Richepance
- 1851 - 1854 : colonel de Cassaignolles (**)
- 1854 - 1855 : colonel de Ferrabouc
- 1855 - 1859 : colonel de Salignac-Fénelon
- 1859 - 1859 : colonel des Ondes[1]
- 1859 - 1859 : colonel de Montalembert[2]
- 1859 - 1864 : colonel Reinaud Boulogne de Lascour
- 1864 - 1866 : colonel Margueritte (**)
- 1866 - 1870 : colonel Clicquot de Mentque[3]
- 1870 - 1875 : colonel Rouher
- 1875 - 1876 : colonel Palanque
- 1876 - 1879 : colonel Donnat
- 1879 - 1883 : colonel Brunetière
- 1883 - 1886 : colonel Vuillemot
- 1886 - 1886 : colonel Bonnefous
- 1892 - 1894 : colonel de Chalendar
- 1894 - 1901 : colonel de Laforcade
- 1901 - 1903 : colonel Prost
- 1903 - 1906 : colonel Varin
- 1906 - 1909 : colonel de Boissieu Déan de Luigne
- 1909 - 1913 : colonel Robillot
- 1913 - 1915 : colonel Andrieu
- 1915 - 1915 : lieutenant-colonel Jonnard
- 1915 - 1915 : chef d'escadrons Seignol
- 1915 - 1919 : lieutenant-colonel de Lespinasse de Bournazel
- 1919 - 1920 : lieutenant-colonel Dommanget
- 1920 - 1920 : colonel Jouin
- 1920 - 1924 : colonel de Chabannes
- 1924 - 1926 : colonel Dodun
- 1926 - 1927 : colonel Riverieux de Varax
- 1927 - 1932 : lieutenant-colonel Dauphinot
- 1932 - 1936 : lieutenant-colonel Gastey
- 1936 - 1940 : colonel Ricklin
- 1940 - 1941 : colonel Dor de Lastour
- 1941 - 1942 : colonel de Vernejoul (**)
- 1942 - 1943 : colonel de Bonet d'Oléon
- 1943 - 1945 : lieutenant-colonel Bourgin
- 1945 - 1946 : lieutenant-colonel Robelin
- 1946 - 1946 : lieutenant-colonel de Varine-Bohan
- 1946 - 1947 : lieutenant-colonel Blandin de Chalain
- 1947 - 1949 : lieutenant-colonel de Tournemire
- 1949 - 1953 : lieutenant-colonel Bastiani
- 1953 - 1955 : lieutenant-colonel Müller
- 1955 - 1957 : lieutenant-colonel de Scorbiac
- 1957 - 1959 : lieutenant-colonel du Moustier de Canchy
- 1959 - 1961 : lieutenant-colonel Chambris
- 1961 - 1963 : lieutenant-colonel Laporte
- 1963 - 1964 : lieutenant-colonel Burin des Roziers
- 1998 - 1998 : colonel Collot d'Escury(*)
- 1998 - 2000 : colonel Postec (*)
- 2000 - 2002 : colonel Herubel (*)
- 2002 - 2004 : colonel Fritsch (*)
- 2004 - 2006 : colonel Lacarrière (**)
- 2006 - 2008 : colonel Sastre
- 2008 - 2010 : colonel Lakin
- 2010 - 2012 : colonel Fenon
- 2012 - 2014 : colonel Collot
- 2014 - 2016 : colonel Vinot Préfontaine
- 2016 - 2018 : colonel de Kermenguy
- 2018 - 2020 : colonel Le Segretain du Patis
- 2020 - 2022 : colonel Fernex de Mongex
- 2022 - 2024 : colonel Tesson
- 2024 -  : colonel Heon

(*) Officier qui devint par la suite général de brigade
(**) Officier qui devint par la suite général de division 

## Historique des garnisons, campagnes et batailles

### Les garnisons
- 1832-1854 : Algérie (Blida et Alger)
- 1854-1856 : Guerre de Crimée
- 1856-1859 : Algérie (Alger)
- mai 1859 - juillet 1859 : Campagne d'Italie
- juillet 1859 - septembre 1859 : Algérie (Alger)
- septembre 1859-1870? : Maroc oriental (Berkane, Oujda)
- septembre 1861 - juin 1862 : Syrie et Liban  (1er esc.)
- juillet 1862 - avril 1867: Expédition du Mexique (1er et 6e esc.)
- juillet 1870 - septembre 1870	: Guerre franco-allemande de 1870
- oct 1870 - avril 1871 : Guerre franco-allemande de 1870 - Armée de la Loire
- avril 1871 - 1907 : Algérie (Blida)
- 1884 - 1886 : Expédition du Tonkin un peloton puis escadron
- mai 1895 - septembre 1895 : Madagascar (2e esc.)
- 1907 : Algérie (Blida, Aumale)
- 1907 - 1914 : Maroc (Fès, Marrakech) - « pacification » du Maroc
- 1914 - 1916 : Première Guerre mondiale - 2 escadrons (1er et 3e)
- 1916-1917 : Première Guerre mondiale
- 1917 - 1919: Armée française d'Orient
- 1919 - 1943 : Maroc (Rabat)
- 1943 - 1945 : Libération de la France, Campagne d'Allemagne
- 1945 : Tübingen (Forces françaises en Allemagne)[4]
- 1946 - 1957 : Maroc (Rabat, Casablanca)[4]
- 25 juin 1958 - février 1961 : Algérie ECS+ 2e esc (Berrouaghia) , 1er esc (Beni-Slimane) , 3e esc (Loverdo)
- février 1961- avril 1962 : Algérie ECS + 3e esc (Sétif) , 1er esc (Ziama Mansouriah) , 2e esc (Bougie et El Hamlia)
- avril 1962 - janvier 1964 : Algérie (Réghaïa et camp du Lido à Alger)- Dissolution.
- février 1998 : Canjuers et Carpiagne

### Campagnes d'Algérie
- Elle ne cite pas suffisamment ses sources. Vous pouvez indiquer les passages à sourcer avec {{référence nécessaire}} ou {{Référence souhaitée}}, et inclure les références utiles en les liant aux notes de bas de page. (Marqué depuis mai 2022)
- Elle contient une ou plusieurs listes. Le texte gagnerait à être rédigé sous la forme d’un ou plusieurs paragraphes synthétiques, afin d’être plus agréable à lire. (Marqué depuis mai 2022)

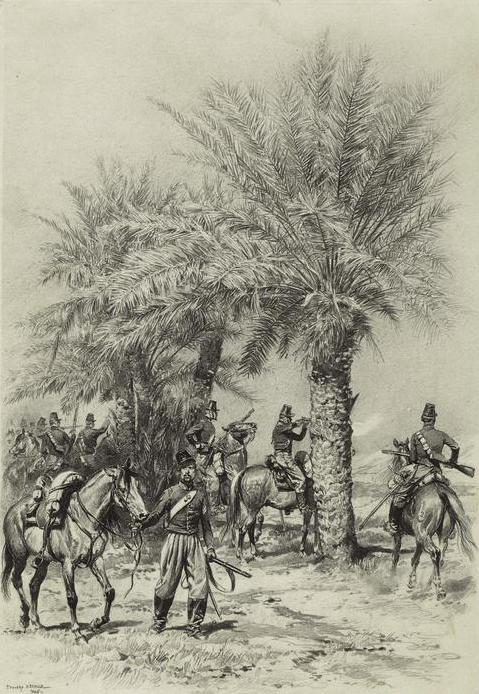
Chasseurs d'Afrique (1842)

Créé à Alger le 1er mars 1832 par ordonnance royale du 17 novembre 1831, avec 1 escadron de chasseurs algériens (corps créé par ordonnance du 21 mars 1831), 300 hommes venus de divers régiments de cavalerie, 40 volontaires et 20 hommes du 12e régiment de chasseurs et des cavaliers arabes habillés et équipés par l'État, mais montés à leurs frais. Parmi ces cavaliers arabes, se trouvent 120 Turcs ayant servi sous les ordres de Joseph Vantini (alias Youssouf) et qui forment l'escadron indigène du régiment.
- 6 avril 1832: affaire d'El Ouffia premier combat sous le commandement du colonel Maximilien Joseph Schauenburg,
- 17 mai 1837: combat de Thénia
- décembre 1837 Prise de Constantine
- 1839 Expédition des Portes de Fer
- 1840 Médéa, combat de Boudouaou
- mai 1843 Prise de la smala d'Abd el-Kader par le duc d'Aumale
- 16 août 1844 Bataille de l’Isly
- 1849 Prise de Zaatcha
- décembre 1852 Prise de Laghouat

### Guerre de Crimée
- 25 octobre 1854 à la Bataille de Balaklava dégage la cavalerie anglaise après la Charge de la brigade légère

### Campagne d'Italie

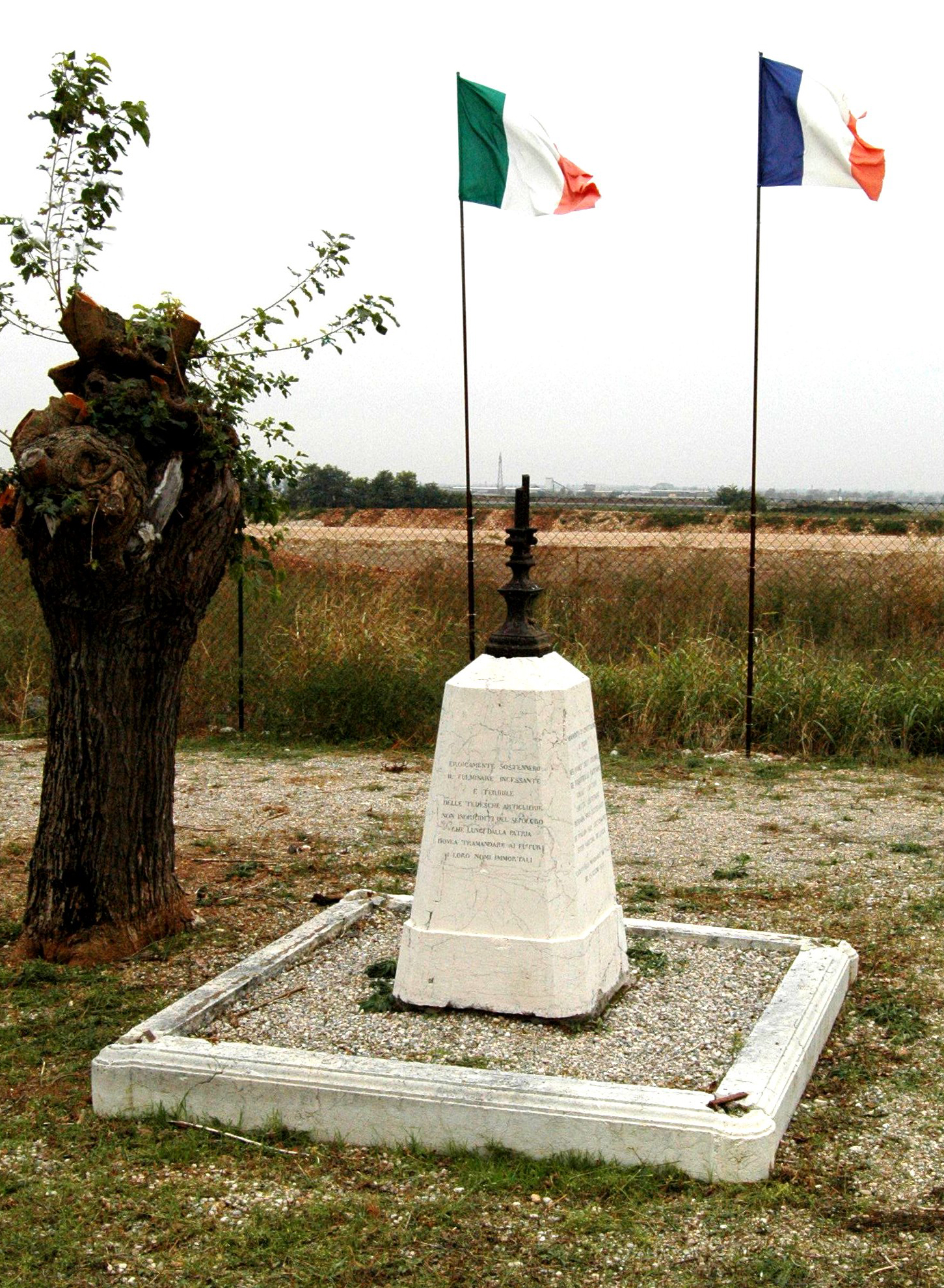
Tombeau d'honneur pour les officiers du 1er régiment de chasseurs d'Afrique, à Medole (1859)

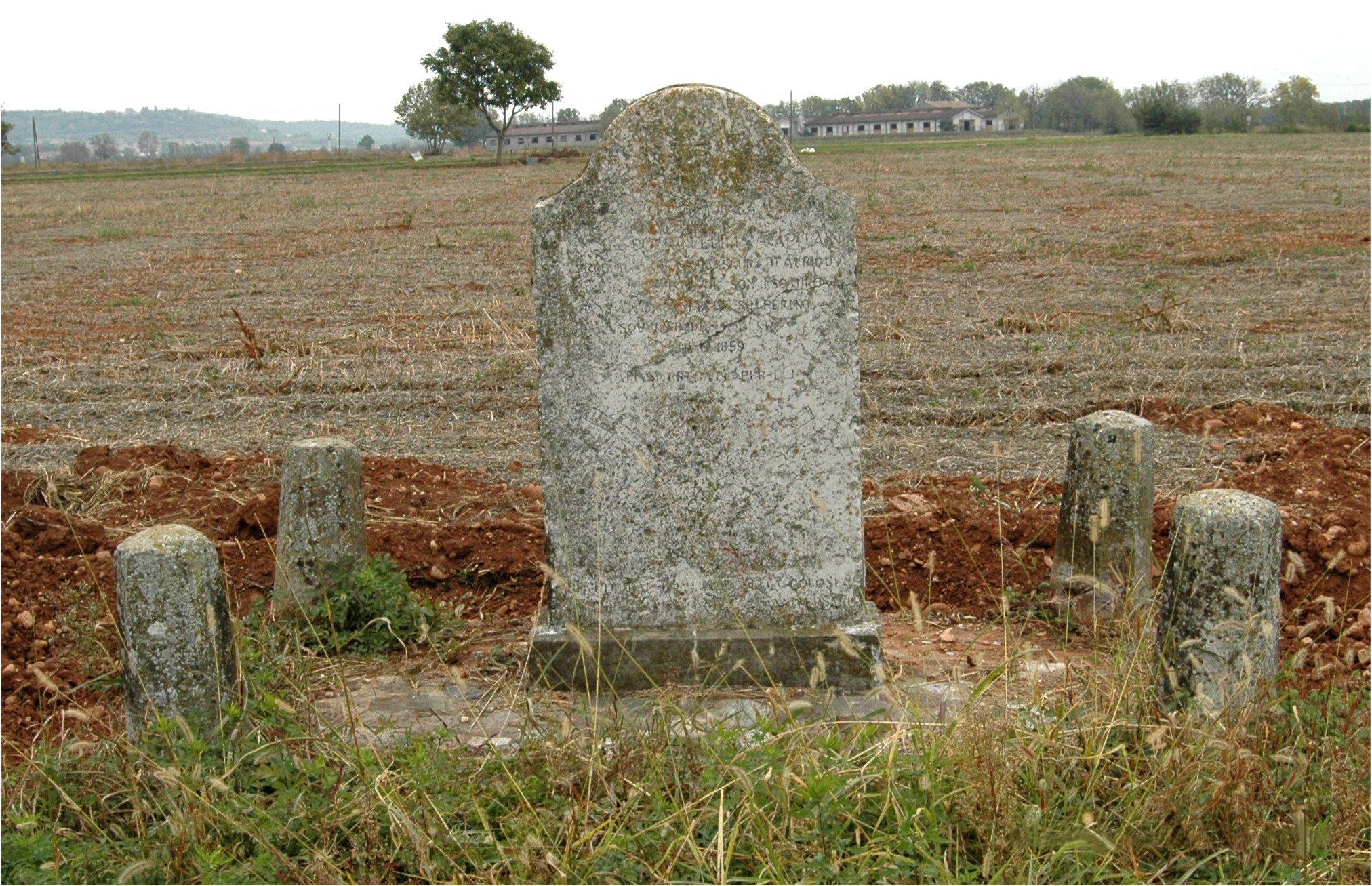
Capitaine Armand de Roquefeuille, à Guidizzolo (1859)

- Bataille de Solférino, embrigadé avec le 5e régiment de hussards.

### Expédition du Mexique
- Bataille de San Pablo del Monte où périt le Commandant Aymard de Foucauld et où s'illustre le 6e escadron commandé par Oswald Bénigne de Montarby. Pour ce fait de guerre le régiment obtient la croix de la Légion d'honneur. C'est au cours de cette campagne que les chasseurs furent surnommés par les Mexicains "los carniceros azules" ("les bouchers bleus").

### Expédition de Syrie
- Elle ne cite pas suffisamment ses sources. Vous pouvez indiquer les passages à sourcer avec {{référence nécessaire}} ou {{Référence souhaitée}}, et inclure les références utiles en les liant aux notes de bas de page. (Marqué depuis mai 2022)
- Son texte doit être wikifié : il ne correspond pas à la mise en forme Wikipédia (style, typographie, liens internes, liens entre les wikis, etc.). (Marqué depuis mai 2022)

L'Expédition française en Syrie (1860-1861) a pour objectif de protéger les chrétiens. Le 11 septembre 1861, départ du 1er escadron qui, après escale à Malte, débarque à Beyrouth le 23 septembre. Il traverse le Liban et se positionne à Djebel Djennis. Début juin 1862, il regagne Beyrouth et rentre à Alger 15 jours après.

### Guerre franco-prussienne

#### Bataille de Sedan
- Son texte doit être wikifié : il ne correspond pas à la mise en forme Wikipédia (style, typographie, liens internes, liens entre les wikis, etc.). (Marqué depuis mai 2022)

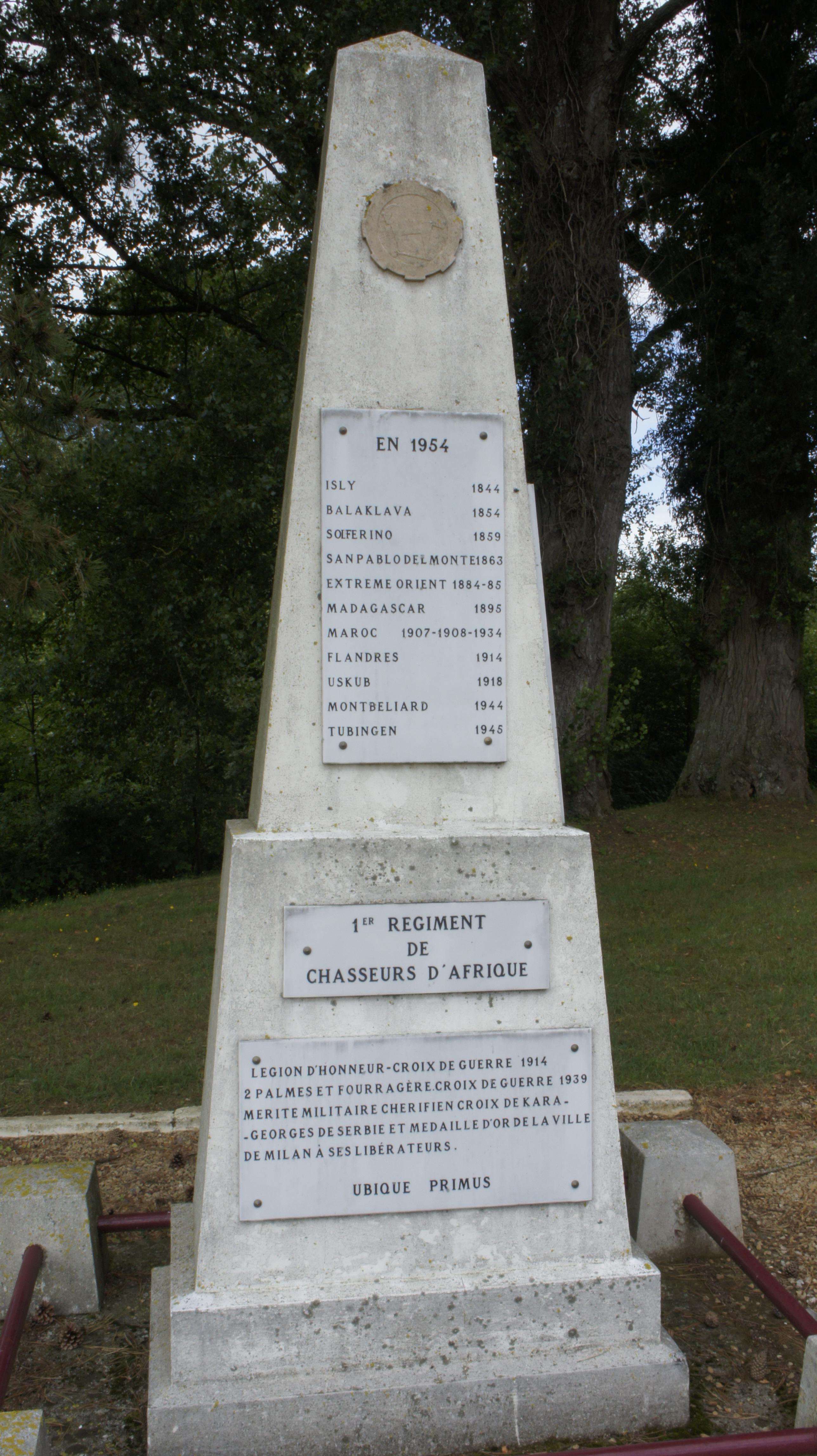
Au mémorial des Chasseurs d'Afrique à Floing.

Lors du début de la campagne, le régiment est aux ordres du Colonel Henry Clicquot de Mentque, en tant que régiment de cavalerie légère. Il est fort de 5 escadrons de guerre. Le régiment ne participe pas aux premiers combats : en théorie il devait être intégré à la brigade du Général Margueritte, de la 1re division de cavalerie du Général du Barail, au sein de la réserve de cavalerie de l'armée ; toutefois cette division que seulement 3 régiments avaient rejointe, fut disloquée avant que l'armée ne fût bloquée dans Metz.
En compagnie du 3e chasseurs d'Afrique du Colonel de Gallifet avec lequel il fait brigade, le régiment sert d'escorte à l'Empereur Napoléon III, de Gravelotte à Verdun.
Il est ensuite dirigé sur Sainte-Menehould où il sert à constituer une nouvelle division, dite d'éclaireurs et de réserve, qui est rattachée à l'armée de Châlons du Maréchal de Mac-Mahon. La division nouvellement créée est sous les ordres du Général Magueritte. Le 1er chasseurs d’Afrique fait toujours brigade avec le 3e chasseurs d’Afrique ainsi que le 4e chasseurs d'Afrique du Colonel de Quelen, la seconde brigade (Général Tillard) étant constituée du 6e régiment de chasseurs à cheval du Colonel Bonvoust et du 1er hussards du Colonel de Baufremont.
Le régiment est envoyé en reconnaissance le 27 août 1870 sur Somme Haute pour recueillir des informations sur la marche de l'armée du Maréchal Bazaine. Dans la journée du 31 août, le régiment longe la frontière belge aux abords de Sedan par Francheval et vient s'établir au calvaire d'Illy. La division prend position dans la nuit, au matin du 1er septembre en deux lignes sur les hauteurs d'Illy en arrière du bois de Garenne.
- La bataille de Sedan s'engage. La division est, à 7 heures du matin, à l’extrême gauche de l'armée.
- À huit heures, la division est prise sous le feu de l'artillerie prussienne à laquelle tente de répondre la batterie d'artillerie à cheval du Capitaine Hartung, rattachée à la division (2e du 19e régiment d'artillerie).
- À neuf heures, le 3e chasseurs d'Afrique charge l'infanterie prussienne qui progresse sur le plateau pour protéger les batteries d’artillerie qui viennent s'installer. Un tiers de l'effectif reste sur le terrain sans avoir pu mettre l'adversaire en difficulté.
- Après avoir fait mouvement sous les tirs de l'artillerie allemande dans le bois de Garenne avec de nombreuses pertes, dont le Général Tillard commandant de la seconde brigade, la division est en position entre Floing et Cazal, où à deux heures de l’après-midi elle reçoit l'ordre du Général Ducrot, commandant du Ier corps, qui a pris momentanément le commandement de l'armée après la blessure du Maréchal de Mac Mahon, de charger les lignes allemandes pour permettre le passage de l'armée encerclée.
- En allant en reconnaissance pour évaluer la situation, le Général Margueritte est grièvement blessé au visage. En revenant, il passe devant le 1er régiment qui l'acclame. Le 1er régiment, exécutant alors les ordres, charge sous le commandement du Colonel Clicquot de Mentque, qui tombe, atteint d'un balle à la poitrine (il décédera le 9 septembre). Les Capitaines Marquet, commandant du 5e escadron, Cugnot, commandant en second, les Lieutenants Le Mintier de Saint André, Durieu de Marsanguet, les sous Lieutenants Perry de Nieuil, de Grammont, Delmas, Les Maréchaux des logis Lefevre, de Raousset-Boulbon, Llobet, Danède, Beauvais, Thiéberg, Beauparain et Lafarge, les Brigadiers Furon, Lazare, Patin, Glairarcq, Laurent, Prey, Cerjaud, Aussenac et Gaillon sont tués. Le lieutenant-Colonel Ramond, le Capitaine Leroy, les Lieutenants Hunat de la Chevallerie, Jousserandot, le sous-Lieutenant de Gouvlard sont blessés ; le régiment perd 2 tiers de son effectif au cours de trois charges successives.

Le reste du régiment fut fait prisonnier à Sedan et interné en partie en Allemagne à Darmstadt et en partie à Offenbach. Le Général Margueritte décédera le 6 septembre en Belgique au Château de Beauraing.

#### La campagne de l'armée républicaine 1870-71
Le 1er Chasseurs d’Afrique disparu à Sedan renaît le 18 octobre 1870 à Alger. L’escadron de dépôt du 1er régiment de chasseurs d'Afrique servit de base avec les 3 autres escadrons des autres régiments de l'arme (2e RCA et 3e RCA). Ils embarquent pour Toulon le 5 décembre 1870. Ils furent rattachés à l'armée de l'Est du Général Bourbaki et à la seconde Armée de la Loire du Général Chanzy[réf. souhaitée].

### Expédition du Tonkin
De 1884 à 1886 deux pelotons du régiment participent à une expédition au Tonkin; ils débarquent à Haiphong le 22 janvier 1884, rejoignent Hanoi en mars 1884, combattent à Lang-Son et occupent Ba-Clé. En août 1885, l'escadron Laperrine relève ces deux pelotons. Il quittera le Tonkin et rejoindra Alger le 23 juin 1886 laissant sur place un détachement chargé de l’escorte de la commission de délimitation des frontières[réf. souhaitée].

### Expédition de Madagascar
Le 2e escadron du 1er chasseurs d'Afrique fait partie du corps expéditionnaire pour l'expédition de Madagascar en 1895-1896, dirigé par le général Duchesne. Le 2 mai 1895, le 2e escadron, renforcé de personnels volontaires de plusieurs régiments d’Afrique débarque à Majunga. Il gagne les plateaux de l’intérieur à la poursuite des "Hovas", et parvient à Andriba. Les rebelles se dérobent et la poursuite continue sans interruption jusqu’à Tananarive où les Français entrent le 30 septembre 1895[réf. souhaitée].

### Campagne du Maroc
Le régiment est engagé contre des nationalistes marocains à Taddert en 1907, à Sarrat en 1908, à Seitat en 1909[Où ?]. En 1911, il est à nouveau engagé à Bou-Zine[Où ?], Meknès, puis Tiflet. De juin à septembre 1912 le 1er escadron participe au sein de la colonne Gouraud aux opérations du dégagement de Fez. Le 7 septembre 1912 le 4e escadron au sein de la colonne Mangin participe à la prise de Marrakech. Les opérations se ralentissent peu à peu jusqu’au début de la Grande Guerre[réf. souhaitée].

### Première Guerre mondiale

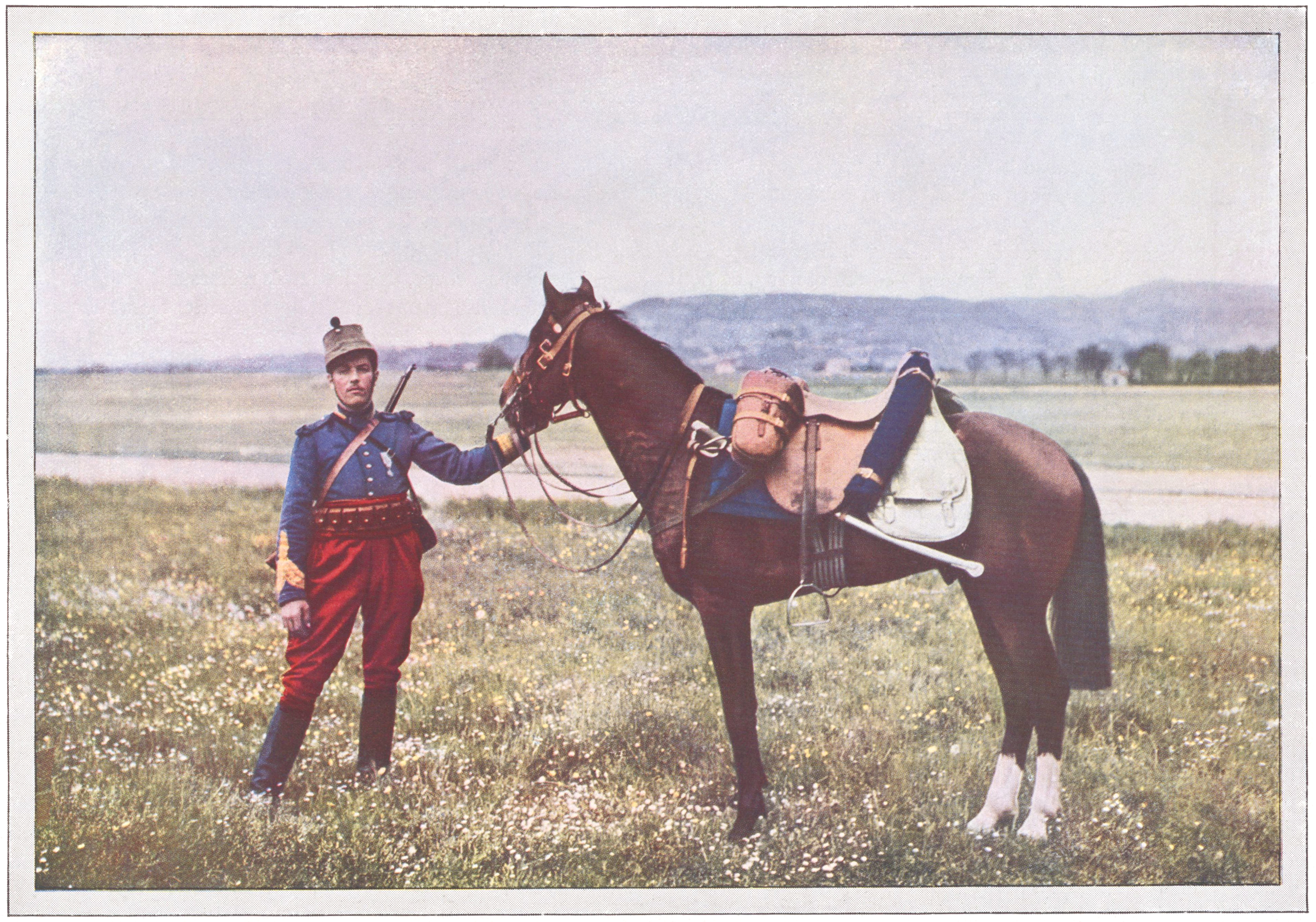
Autochrome d'un cavalier du régiment de marche de chasseurs d'Afrique pendant la bataille de la Marne.

#### Affectations
Deux escadrons du 1er RCA forment avec deux escadrons du 2e RCA le régiment de marche de chasseurs d'Afrique (RMCA) qui deviendra le 1er RMCA.
Au départ du Maroc, l'effectif du régiment est de 636 hommes répartis en un état major et 4 escadrons soit, 28 officiers, 56 sous-officiers et 552 cavaliers et brigadiers et dispose de 617 chevaux. Chaque escadron est alors constitué d'environ 151 hommes et compte 144 chevaux[réf. souhaitée]. 

#### 1914
L'unité combat jusqu'en février 1915 sur différents fronts de France et de Belgique (batailles de la Marne, de l'Aisne, et des Flandres).

#### 1915

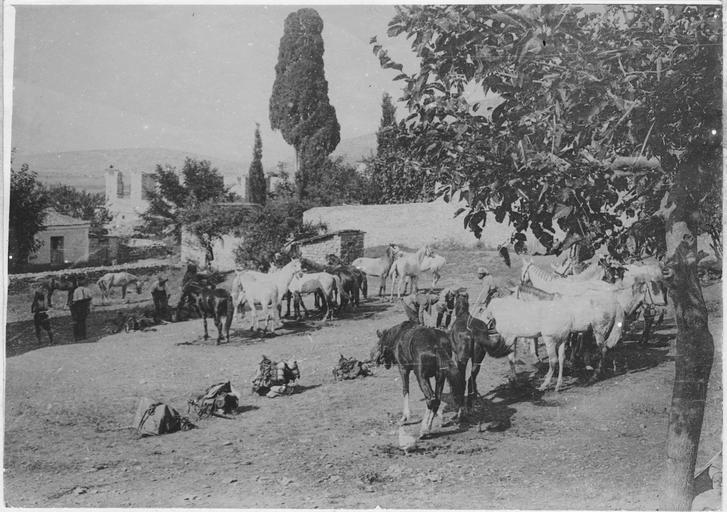
Cavaliers du 1er RCA à Pharsale (Thessalie) en juin 1917.

Les 3e et 4e escadrons, originaires du 2e RCA, quittent le régiment pour rejoindre le 2e RMCA et ils sont remplacés le 15 février 1915 par les deux escadrons du 1er RCA restés jusque-là au Maroc.

#### 1916
Le 1er RCA complet est ensuite affecté à la brigade de cavalerie de l'armée française d'Orient et débarque à Salonique début février 1916 et intervient Successivement en Macédoine et en Albanie,

#### 1917
En 1917, il intervient en Grèce. 

#### 1918
Il participe à la bataille de Dobro Polje en Serbie[réf. souhaitée] et s'empare le 29 septembre 1918 de la ville d'Uskub lors de la Manœuvre d'Uskub.
Il prend part après l'armistice à l'occupation en Hongrie, dirigée contre les soviétiques hongrois. Le 1er RCA y est dissous le 31 août 1919.

### Entre-deux-guerres
Le 1er RCA est recréé fin 1919 au Maroc.

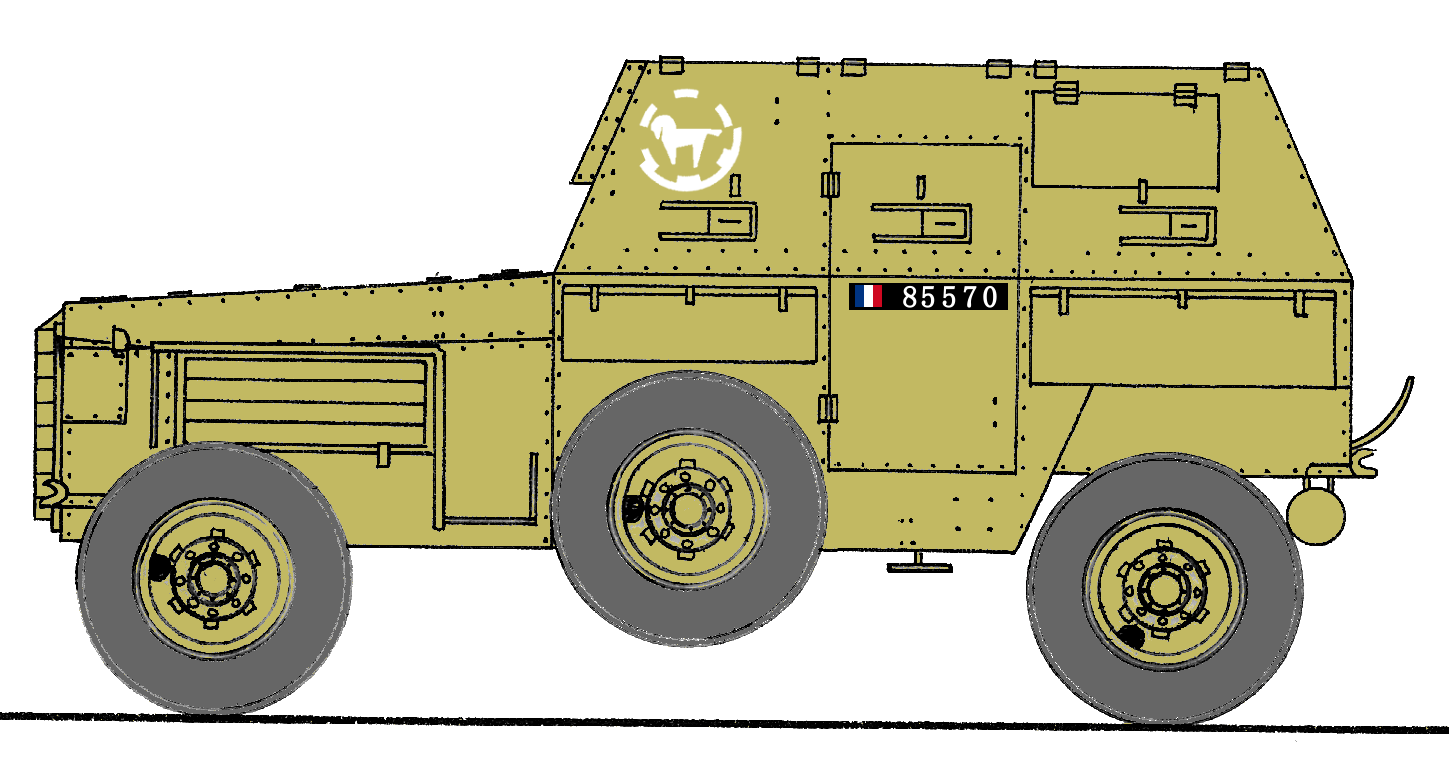
Berliet VUDB du 3e escadron du 1er RCA, en 1937 au Maroc.

Le régiment est motorisé selon une organisation fixée le 5 mai 1933. Il est alors constitué d'un état-major, d'un escadron hors-rang et de quatre escadrons de combat. Chaque escadrons de combat regroupe quatre pelotons dont trois de combat, avec cinq automitrailleuses légères Berliet VUDB ou trois automitrailleuses White ou Laffly 50 AM. Il participe aux dernières opérations de la « pacification » du Maroc,. Vers 1935, le régiment est complété par huit automitrailleuses Panhard TOE.
Entre décembre 1937 et avril 1938, le régiment reçoit le renfort d'une douzaine d'AMC 34, aptes au combat contre un éventuel envahisseur étranger. En mars 1939, le 4e escadron du régiment reçoit seize chars Hotchkiss H35 venus du 1er groupe d'automitrailleuses. Le 1er escadron devient le mois suivant un escadron mixte, avec deux pelotons d'AMC 34, deux pelotons de Laffly 50 AM et un peloton motocycliste.

### Seconde Guerre mondiale

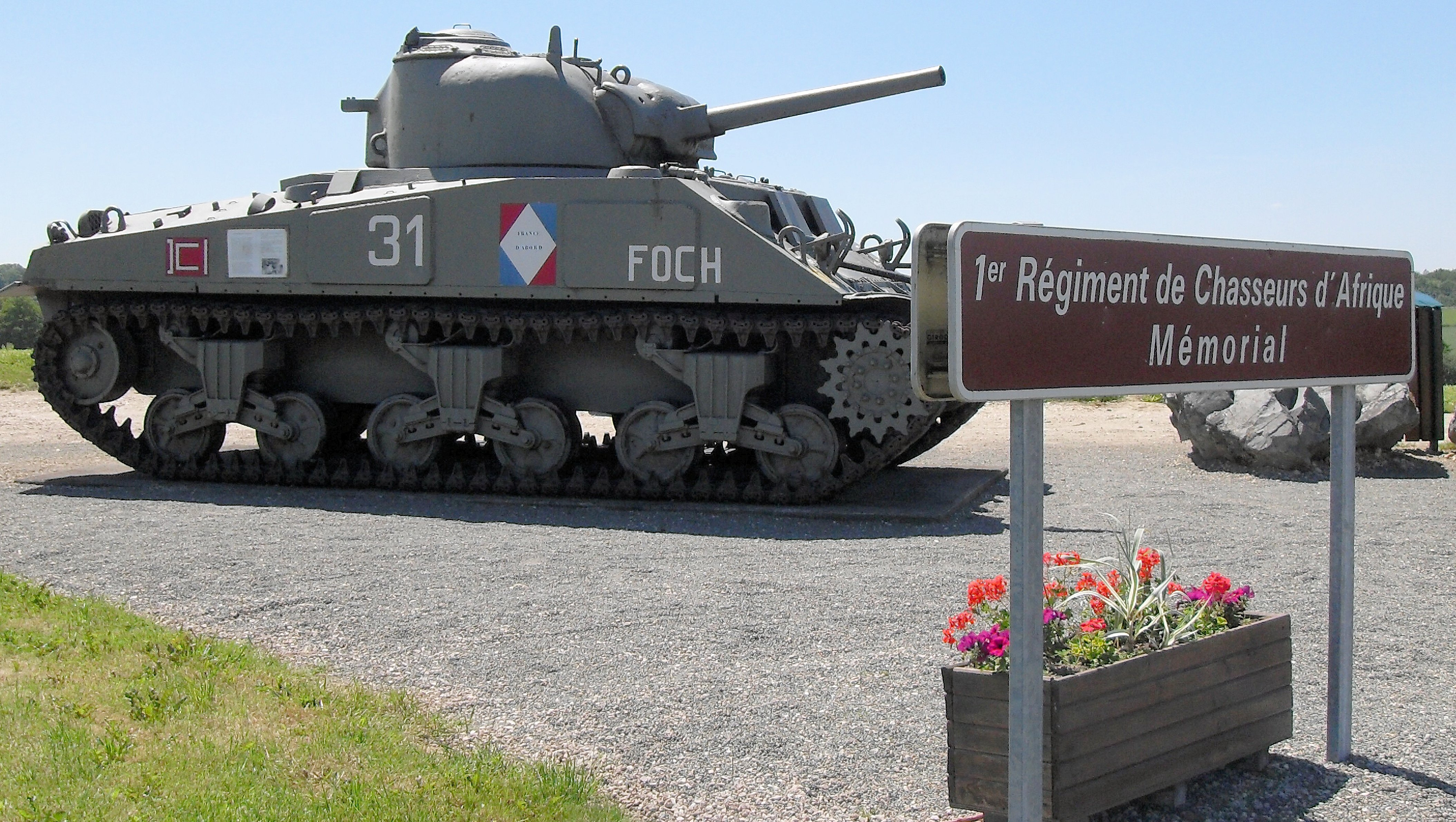
Mémorial du 1er régiment de chasseurs d'Afrique à Chavannes-les-Grands

#### 1939
Au déclenchement de la Seconde Guerre mondiale, le régiment reste d'abord au Maroc. En novembre 1939, le 3e escadron du régiment est rééquipé à son tour avec seize Hotchkiss H39 neufs, tandis que les pelotons d'AMC 34 du 1er escadron sont dissous. En janvier 1940, le 1er escadron devient un escadron motocycliste tandis que le 2e escadron devient l'escadron d'automitrailleuses de découverte du régiment, les deux autres escadrons étant équipés de chars Hotchkiss. 

#### 1940
Le 1er RCA rejoint en février 1940 le 2e régiment de chasseurs d'Afrique portés pour former la 6e division légère de cavalerie, envoyée en Tunisie sur la ligne Mareth. Le 2e escadron reste au Maroc, son rôle étant assuré en Tunisie par le 2e escadron du 4e RCA, équipé de Laffly 80 AM. 
Il retourne au Maroc après l'armistice, en vertu duquel ses chars Hotchkiss lui sont retirés. 

#### 1941
En 1941, le 1er RCA compte huit automitrailleuses Laffly 50 AM et dix Laffly 80 AM.

#### 1942
Lors de l'opération Torch, le 1er RCA combat contre les Américains au Maroc. Pendant les trois jours de combat, il perd 59 véhicules.

#### 1944
Débarquant en Provence en septembre 1944, il participe avec ses chars Sherman à la libération du territoire national. Le régiment, intégré au CC5 de la 5e DB, s'empare par surprise de la ville de Montbéliard le 17 novembre 1944[réf. souhaitée].

### De 1945 à nos jours
Stationné après-guerre à Rabat et Casablanca, le régiment est équipé de chars M5, remplacés en 1950 par des chars M24 et des automitrailleuses M8. En 1957, le régiment quitte le Maroc pour être engagé dans la guerre d'Algérie.
Embarqué à Alger le 12 janvier 1964, le régiment est dirigé sur Besançon. Il fusionnera avec le centre d'instruction du 6e dragons pour former le 4e hussards le 1er février 1964[réf. souhaitée].
Le 1er RCA est recréé le 1er janvier 1998, au camp de Canjuers dans le Var ; ses traditions y avaient été conservées par le 1er régiment de chasseurs dont il reprend les missions à Canjuers. Le président Jacques Chirac, ancien des chasseurs d'Afrique, est à l'origine de cette décision.
Un escadron du 1er RCA contribue également à la formation à Carpiagne (le 4e) et un autre est chargé des secours et de la sécurité incendie du camp (le 6e)[réf. souhaitée].

## Matériels

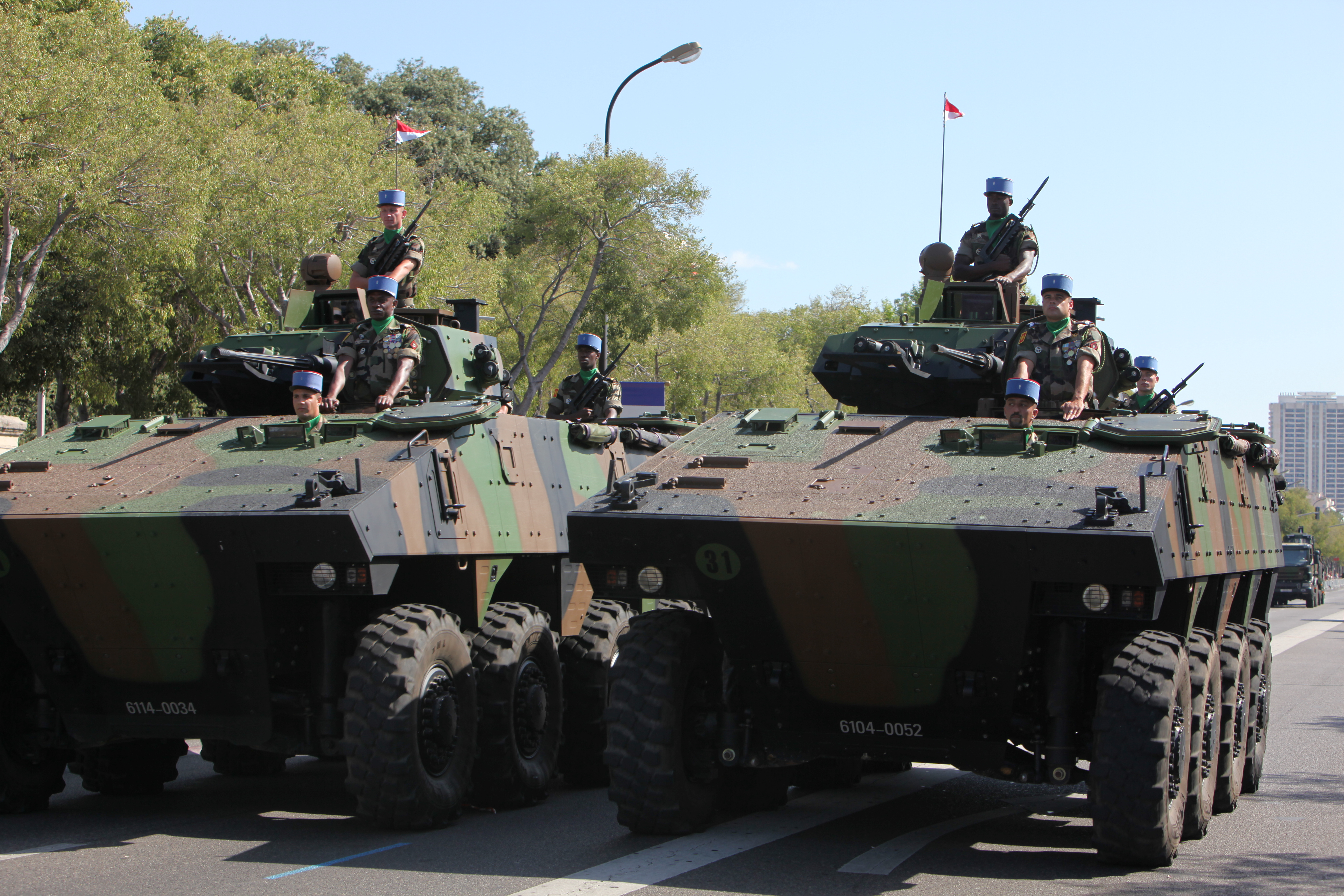
Défilé de VBCI du 1er régiment de chasseurs d'Afrique à Marseille le 14 juillet 2012.

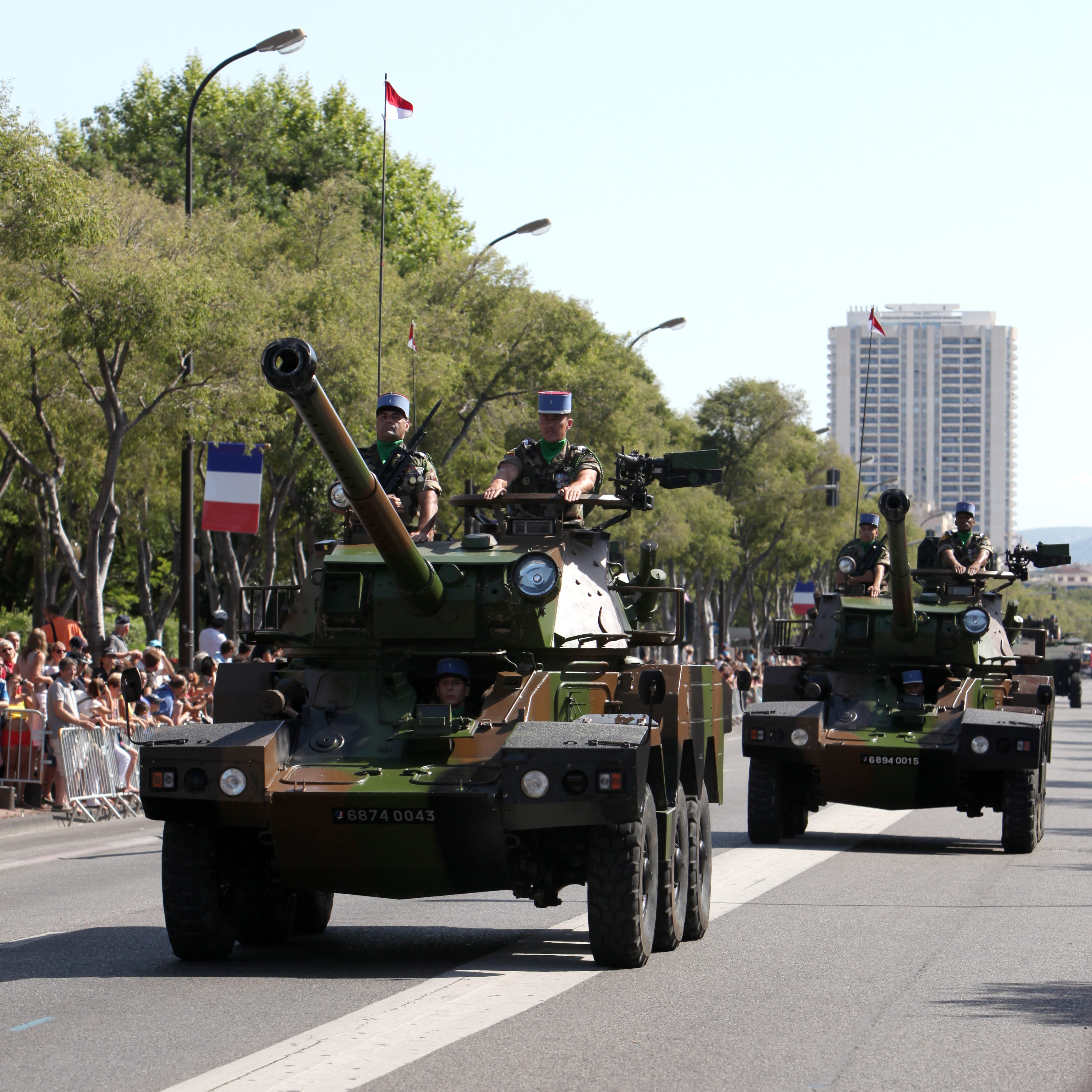
Des ERC-90 Sagaie lors du même défilé.

Deux champs de tir canon dont l'un est un parcours de 7 km de long, trois champs de tir missiles, un simulateur de tir peloton blindé (il n'en existe que 2 en France), 1 entraîneur aux techniques de tourelle Leclerc, 107 blindés[Quand ?] (Leclerc, AMX 30B2, AMX 10 RC, ERC-90 Sagaie)[réf. souhaitée].
Le régiment est le premier à avoir reçu le nouveau véhicule blindé de combat d'infanterie, destinés aux unités d'infanterie mécanisées, après formation, offrant une meilleure protection du personnel et une puissance de feu supérieur à son prédécesseur l'AMX-10 P.

## Traditions

### Devise
« Ubique primus » (partout premier)

### Insigne
Cheval de Troie à roulettes dans une roue crantée.
La couronne d'engrenage et l'encolure du cheval en forme de denture, évoque la motorisation du régiment. Le cheval à bascule évoque les traditions cavalières des chasseurs d'Afrique[réf. nécessaire]. La roue arrière du cheval tournée vers le haut, est une allusion au fait que les cavaliers de tradition acceptèrent mal la motorisation[réf. nécessaire].

### Drapeau

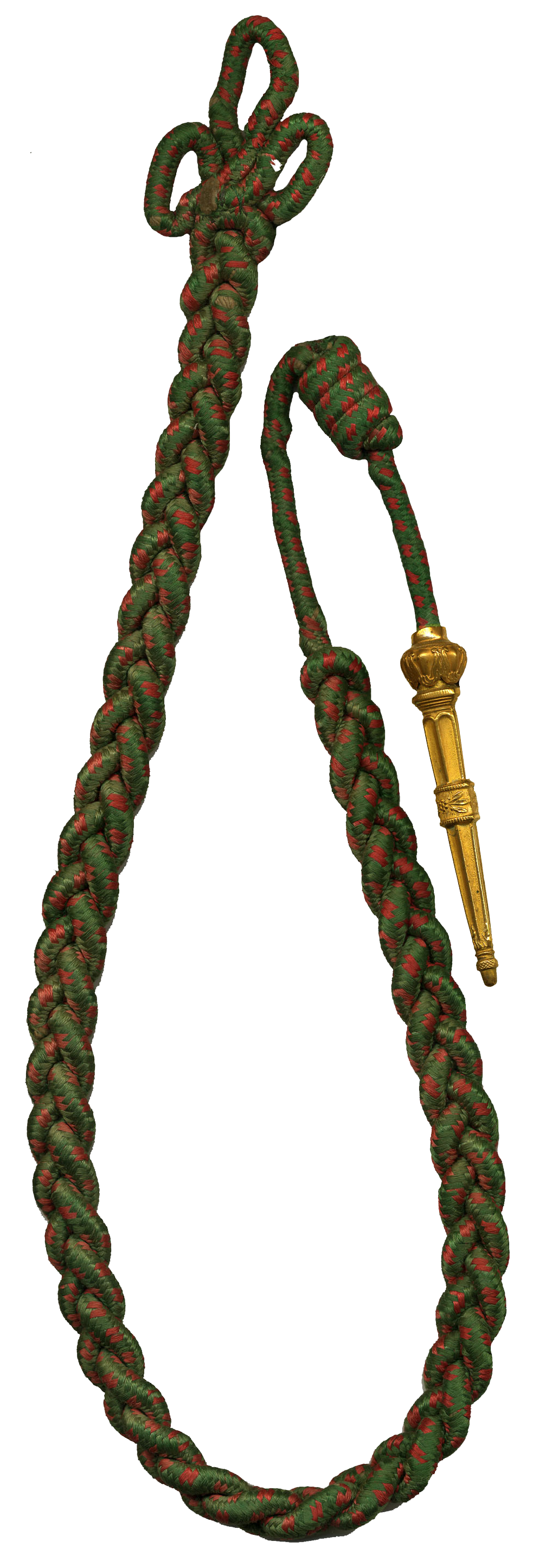
Fourragère aux couleurs de la Croix de guerre.

Il porte, cousues en lettres d'or dans ses plis, les inscriptions suivantes :
- Isly 1844
- Balaklava 1854
- Solférino 1859
- San Pablo del Monte 1863
- Extrême-Orient 1884-1885
- Madagascar 1895
- Maroc 1907-1908-1934
- Flandres 1914
- Uskub 1918
- Montbéliard 1944
- Tübingen 1945

### Décorations
- Lors de la campagne du Mexique, durant le second Siège de Puebla, le 5 mai 1863, le chasseur Jean Bordes (né le 6 juin 1837 à Montboyer - Charente) du 6e escadron s'empare de l'étendard des Lanciers de Durango au cours de la bataille de San Pablo del Monte et permet la victoire face à un millier de mexicains. La Légion d'honneur est alors décernée au régiment, privilège unique dans l'Arme Blindée Cavalerie. De même, le simple chasseur Bordes, ayant pris le drapeau à l'ennemi, est fait chevalier de la Légion d'honneur, le 6 mai 1863.

La cravate de l'étendard du régiment est décorée de la Légion d'honneur , de la croix de guerre 1914-1918 avec 2 palmes, de la croix de guerre 1939-1945 avec 1 palme, de la médaille du mérite militaire chérifien, de l'ordre serbe de Kara-Georges de 4e rang avec glaives, de la croix de guerre serbe avec une citation à l'ordre de l'armée puis de la médaille d'or de la ville de Milan.
Il porte la fourragère aux couleurs du ruban de la croix de guerre 1914-1918.

### Chant
Le texte ci-dessous est celui d'une fanfare de trompe de chasse, répertoriée à la Fédération Internationale des Trompes de France.
Elle a été écrite par le Colonel de Laforcade, pour le 1er RCA, et depuis, elle est attribuée à sa famille[réf. nécessaire] :

« Traversant les halliers,

chevauchant à travers les forêts ; 

qui sont ces cavaliers,

qui se jouent des talus, des fossés ?

En paix tout comme en guerre,

toujours joyeux, toujours contents,

leur nom est légendaire,

on les appelle "Les Braves Gens" ! »

## Personnalités ayant servi au sein du régiment
- Xavier du Crest de Villeneuve.
- Renaud Denoix de Saint Marc
- Christian Zuber
- Claude Monet
- Pierre Louis Alphonse Courby de Cognord

## Sources et bibliographie
- Fernand Hue, Aventures de cinq chasseurs d'Afrique au Mexique, les Bouchers bleus, roman historique. SFIL.
- Fernand Hue, Histoire du 1er régiment de chasseurs d'Afrique - H. Lecène et H. Oudin Éditeurs Paris 1889
- Martin, Léonce (Commandant Claude Léonce), En campagne européenne 1914-1919 : 1er régiment de chasseurs d'Afrique, Paris, impr. de Charles-Lavauzelle, 1920, 79 p., lire en ligne sur Gallica.
- Historique du 1er régiment de chasseurs d'Afrique de 1832 à 1964, Coêtquidan, Presse de l'EMI, 1964, 136 p.
- Jacques Sicard et François Vauvillier (ill. Frédéric Robin), Les Chasseurs d'Afrique, Paris, Histoire & collections, coll. « L' encyclopédie de l'Armée Française » (no 1), 1999, 182 p. (ISBN 978-2-908182-87-3).